# Philippe de Vitry
Philippe de Vitry (Vitry-en-Artois, 31 de octubre de 1291 – Meaux, 9 de junio de 1361) fue un compositor, teórico musical, poeta, filósofo y matemático francés. Se considera que es uno de los principales teóricos musicales del ars nova, así como un compositor de gran talento, innovador e influyente.

## Vida
Los detalles biográficos de su vida son en gran medida desconocidos. Se cree que pudo haber estudiado en la Universidad de París ya que a menudo aparecen referencias a él como magister. Johannes de Muris, que lo conoció, utiliza este apelativo. Más tarde ostentó cargos de secretario y consejero en las cortes de Carlos IV, Felipe VI y Juan II. Quizás ayudado por éstas conexiones, obtuvo varias canonjías, incluyendo las de Clermont, Beauvais y París y sirvió durante un tiempo en el séquito del antipapa en Aviñón. También fue diplomático y soldado y se sabe que estuvo en el sitio de Aiguillon. En 1351 llegó a ser obispo de Meaux, al este de París. 
Vitry era muy apreciado por sus contemporáneos como gran erudito e intelectual, hombre de letras y músico de renombre. Se movía en los círculos políticos y artísticos más importantes, entrando en contacto con los grandes intelectuales de su época, especialmente el historiador Pierre Bersuire, el matemático y teórico musical Nicole Oresme y el poeta y filósofo Petrarca. Este último, en una carta dirigida a Vitry en 1351, hablaba de Vitry como "un poeta único". Leo Hebraeus lo proclamó "el mayor maestro de la ciencia musical". El autor de las Règles de la seconde rhétorique (obra anónima) dice de Vitry que "inventó el estilo de los motetes, las baladas, los lais y los rondeaux simples", posición que también atestigua el testimonio de Gace de La Bigne ("Philippe de Vitry, que produjo motetes mejor que nadie"). Gilles Le Muisit, en sus Méditations (1350), lo considera, junto con Guillaume de Machaut, el más grande de los músicos vivos.
Finalmente murió en Meaux.

## Obra como teórico de la música

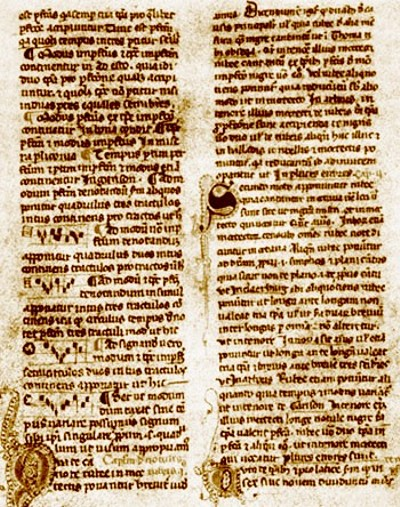
Página del tratado Ars nova.

A pesar de su fama, son pocas las obras de Vitry que han llegado hasta nosotros. No disponemos de ninguno de sus escritos académicos y sólo algunos de sus poemas, y sólo conocemos una parte del famoso tratado Ars nova musicæ. 

### Ars nova musicæ
En la historia de la música se le conoce principalmente por haber escrito el tratado musical titulado Ars nova musicæ, el cual dio nombre al periodo de la música medieval homónimo, en contraposición al periodo inmediantamente anterior denominado ars antiqua. Conforme a Sanders de los 24 capítulos que forman el tratado sólo los últimos diez son originales, ya que alega que los 14 primeros proceden de una obra o sección de obra diferente, y que en cualquier caso representan la enseñanza de Vitry tal y como la formularon sus discípulos. El tratado fue publicado hacia 1320. 
Fomentó el uso de nuevas reglas de composición, en particular de arreglos rítmicos innovadores, que permitieron la aparición de un estilo polifónico menos dependiente de las limitaciones del Ars antiqua del siglo XIII, considerado por ello como el siglo medieval clásico, tanto en el ámbito musical como en otros.
Este trabajo propone una notación musical innovadora con signos desconocidos que supuso una serie de innovaciones en notación mensural y ritmo, que hicieron posible la creación de piezas musicales de mayor complejidad en las décadas sucesivas y que culminaría en el ars subtilior. Frecuentemente también se le atribuye el desarrollo del concepto de isorritmia.

## Obra musical
Aunque escribió canciones y motetes, sólo han llegado hasta nosotros algunos de los motetes. Cada uno de ellos es completamente único, explorando una sola idea estructural.
Vitry también escribió el Dit de Franc-Gontier, al que el cardenal Pierre d'Ailly respondió: Combien est misérable la vie du tyran. El ciclo fue completado por François Villon en el siglo siguiente con Les Contredits de Franc Gontier.
A continuación se citan algunas de las obras conservadas. Hay que tener en cuenta que algunas de ellas son sólo atribuidas y que sólo de unas pocas se tiene la total certeza de su autoría:

### Listado de obras musicales
Aunque todavía se discute lo que Vitry compuso y lo que no, las primeras dieciséis piezas que se presentan aquí, todas ellas motetes, se consideran suyas con amplia aceptación.
Obras atribuidas a Vitry con fuertes evidencias históricas
1. Aman novi / Heu Fortuna / Heu me, tristis est anima mea
2. Cum statua / Hugo / Magister invidie
3. Douce playsence / Garison / Neuma quinti toni
4. Floret / Florens / Neuma
5. Garrit gallus / In nova fert / Neuma
6. Impudenter circuivi / Virtutibus / Contratenor / Tenor
7. O canenda / Rex quem / Contratenor / Rex regum
8. Petre clemens / Lugentium / Tenor
9. Tribum / Quoniam secta / Merito hec patimur
10. Tuba sacre fidei / In arboris / Virgo sum
11. Vos quid admiramini / Gratissima virginis / Contratenor / Gaude gloriosa

Nota: El motete Phi millies / O creator / Iacet granum / Quam sufflabit y la balada De terre en grec Gaulle appellee se atribuyen con seguridad a Vitry, pero no se conserva la música de esta última, mientras que la primera sólo sobrevive fragmentariamente (véase Zayaruznaya, 2018).
Obras atribuidas a Vitry por una combinación de pruebas históricas más débiles y motivos estilísticos
1. Colla iugo / Bona condit / Libera me Domine
2. Firmissime / Adesto / Alleluya, Benedictus
3. Flos ortus / Celsa cedrus / Tenor
4. Orbis orbatus / Vos pastores / Fur non venit (menos aceptado)
5. Quid scire proderit / Dantur officia (menos aceptado)

Obras atribuidas a Vitry solamente por razones estilísticas (no ampliamente aceptadas)
1. Almifonis / Rosa / Tenor
2. Amer / Durement / Dolor meus
3. Apta caro / Flos / Alma redemptorisa mater
4. In virtute / Decens carmen / Clamor meus / Contratenor
5. O Philippe / O bone
6. Per grama protho paret
7. Scariotis / Jure
8. Se cuers / Rex
9. Se paour / Diex / Concupisco
10. Servant regem / O Philippe / Rex regum

## Legado e influencia
Su influencia se extendió más allá del ámbito francés, ya que a su muerte Francesco Landini compuso el madrigal titulado Si dolce non sono, en el que se menciona implícitamente a Vitry.
Esta notoriedad se explica por el importante papel de Vitry en la esfera política e intelectual, pero también por el hecho de que el tratado de Ars nova cita explícitamente sus motetes como ejemplos del estilo y las técnicas de composición de inicios del siglo XIV. La importancia de Vitry queda finalmente subrayada por las dos fuentes principales que contienen sus obras conservadas y los círculos a los que se adscriben estas primeras obras: el Roman de Fauvel asociado a la corte francesa y el Códice de Ivrea (una colección de piezas compuestas para la corte y la capilla papales de Aviñón).

## Discografía
- 1988 – Philippe de Vitry: Motets and Chansons. Sequentia. (Deutsche Harmonia Mundi 77095)
- 1990 – Philippe de Vitry and the Ars Nova. Orlando Consort. (Amon Ra 49)
- 1991 – Motets & Chansons. Sequentia, Benjamin Bagby, Barbara Thornton. (Deutsche Harmonia Mundi 77095)
- 2009 – Les quatre saisons de l'Ars Nova. Capilla Flamenca, Dirk Snellings. (Musique en Wallonie 0852)  
 (Contiene de Philippe de Vitry: Vos quid admiramini virginem / Gratissima virginis / Gaude gloriosa / Adesto sancta trinitas / Firmissime fidem / Alleluia Benedicta).